# Sierra de Sañogasta
La sierra de Sañogasta es una formación montañosa en la provincia de La Rioja, en el noroeste de Argentina.
Se encuentra al oeste del Potrero de Vichigasta y Aicuña. Posee una elevación de 2878 m s. n. m., y se ubica al sur de la Sierra de Famatina. La sierra está conformada por rocas graníticas.

## Características
La sierra de Sañogasta se caracteriza por su paisaje agreste y montañoso, dominado por formaciones de rocas graníticas que datan de períodos geológicos antiguos. La vegetación predominante en los alrededores de la sierra es el matorral abierto, típico de las zonas áridas y semiáridas del noroeste argentino.
La zona de la Sierra de Sañogasta está escasamente poblada, con una densidad de apenas 8 habitantes por kilómetro cuadrado, lo que contribuye a su conservación y a la preservación de su entorno natural.

## Clima
En la sierra de Sañogasta predomina un clima cálido de desierto. La temperatura media anual es de 15 °C. El mes más cálido es diciembre, cuando la temperatura promedio alcanza los 22 °C, y el más frío es junio, con una temperatura promedio de 8 °C. El promedio anual de precipitación es de 200 milímetros, siendo febrero el mes más lluvioso con un promedio de 87 mm de lluvia, y agosto el más seco con solo 2 mm de precipitación.

## Flora y fauna

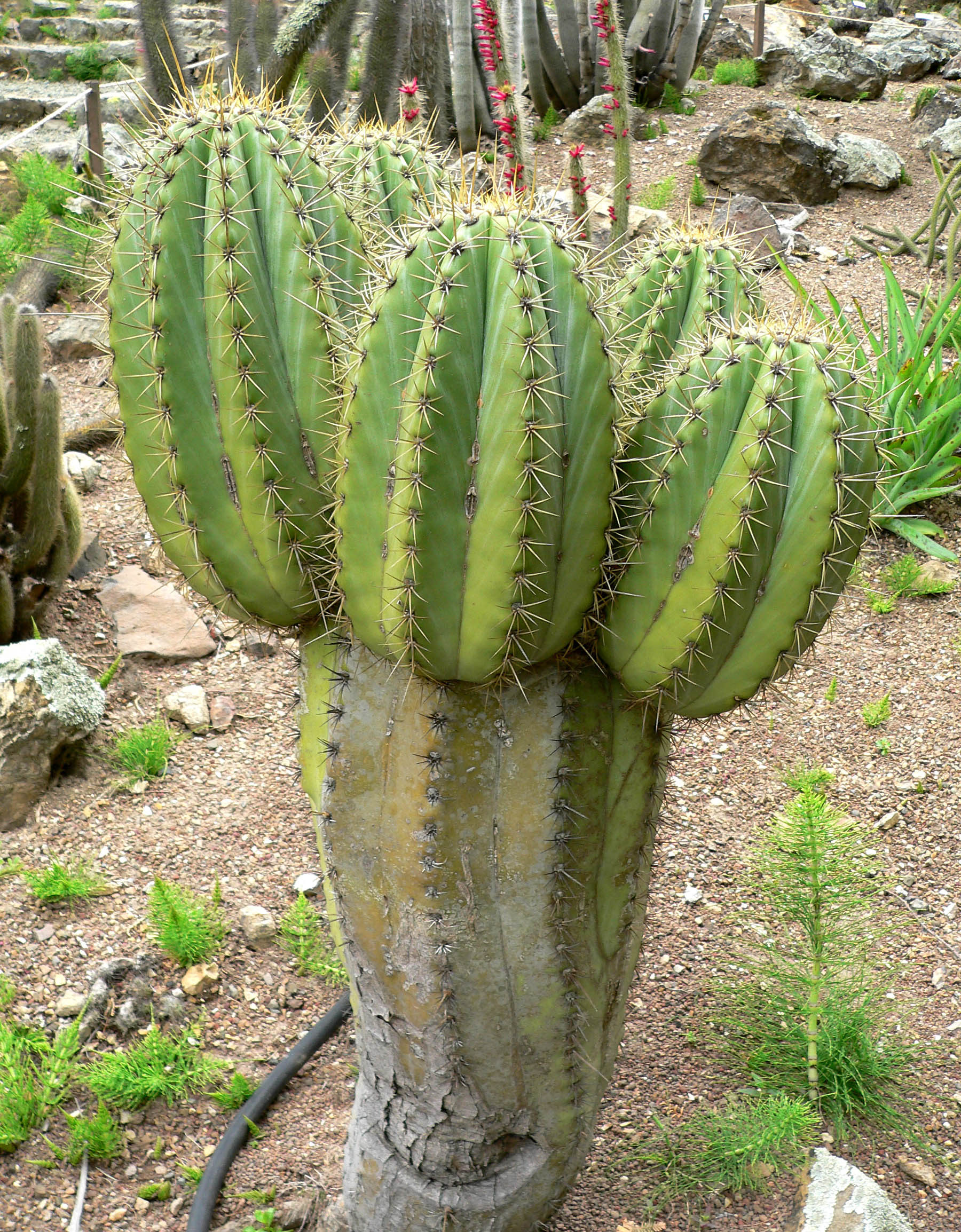
Ejemplar de cardón Trichocereus terscheckii propio de la Sierra de Sañogasta.

La flora de la sierra de Sañogasta está adaptada a las condiciones áridas del clima desértico. Se pueden encontrar diversas especies de cactáceas, arbustos resistentes a la sequía y pastizales dispersos. Entre las especies que se encuentran en la zona, se pueden mencionar cactus como el cactus colchón (Echinopsis) y el cardón (Trichocereus terscheckii), así como arbustos resistentes como el jarilla (Larrea) y diversas especies de algarrobos (Prosopis). Estas plantas están adaptadas a las condiciones de escasez de agua y temperaturas extremas que caracterizan a la región, contribuyendo a la belleza y la ecología del paisaje de la Sierra de Sañogasta.
La fauna local incluye reptiles, pequeños mamíferos y una variedad de aves adaptadas a la vida en ambientes secos.
Debido a la diversidad de hábitats que ofrece la sierra, es posible observar una gran variedad de aves. Entre ellas se encuentran rapaces como el águila mora (Geranoaetus melanoleucus) y el halcón colorado (Falco sparverius), así como aves más pequeñas adaptadas al monte xerófilo, como el zorzal (Turdus) y diversas especies de pájaros carpinteros.
La Sierra de Sañogasta alberga mamíferos adaptados al clima semiárido, como el zorro gris pampeano (Lycalopex gymnocercus), el puma (Puma concolor), y el gato montés (Leopardus geoffroyi). También se pueden encontrar roedores como la vizcacha (Lagidium viscacia) y el comadrejón (Thylamys). En términos de reptiles, es posible encontrar diversas especies de lagartijas, como la lagartija de la puna (Phymaturus punae) y serpientes como la cascabel (Crotalus durissus). En cuanto a los anfibios, aunque menos comunes en áreas semiáridas, pueden encontrarse especies adaptadas a los oasis y cursos de agua permanentes. La fauna invertebrada, aunque menos visible, juega un papel crucial en los ecosistemas de la Sierra de Sañogasta. Incluye una variedad de insectos, arácnidos y otros pequeños organismos que desempeñan funciones importantes en los ciclos de nutrientes y como alimento para otras especies.

## Actividades y turismo
La sierra de Sañogasta ofrece oportunidades para el ecoturismo y las actividades al aire libre, como el senderismo y la observación de aves. Su escasa población y la conservación de su entorno natural la convierten en un destino ideal para quienes buscan una experiencia en contacto con la naturaleza y lejos del bullicio urbano.

## Conservación
Debido a su escasa densidad poblacional y su relativa inaccesibilidad, la sierra de Sañogasta ha mantenido en gran medida su integridad ecológica. Sin embargo, es importante promover prácticas sostenibles y la conservación de su biodiversidad para asegurar que este entorno natural se mantenga intacto para las futuras generaciones.